# Association of European Airlines
Pour les articles homonymes, voir AEA.
L'Association of European Airlines, ou AEA, était un groupement rassemblant 29 compagnies aériennes européennes. Son rôle est de les représenter au sein de l'Union européenne et d'autres instances internationales. Les origines de l'AEA remontent à 1952 quand les présidents d'Air France, KLM, Sabena et Swissair ont formé un groupe d'études commun.

## Histoire
L'histoire de l'AEA remonte à 1952, lorsque les présidents d'Air France, de KLM, de Sabena et de Swissair ont formé un groupe d'étude commun, élargi peu après par l'arrivée de BEA (ancêtre de British Airways) et de SAS. En février 1954, le Air Research Bureau (Bureau de recherche sur l'air ou ARB) a été établi sur une base permanente, à Bruxelles. Son nom a ensuite été modifié pour devenir le European Airlines Research Bureau (Bureau de recherche des compagnies aériennes européennes) et, en 1973, l'AEA.
Peu après la création de l'ARB, la Conférence de Strasbourg de 1954 sur la coordination des transports en Europe a conduit à la fondation de la European Civil Aviation Conference (CEAC) et a recommandé que les États participants encouragent les transporteurs aériens à entreprendre des études coopératives visant à promouvoir un développement ordonné du transport aérien en Europe. De toute évidence, l'AEA était bien placée pour représenter l'industrie dans le dialogue avec la CEAC.
Au moment de l'adoption du nom de l'AEA, le nombre de membres était passé à 19. Il y avait trois comités permanents : Recherche et planification, Affaires de l'industrie du transport aérien, et Affaires techniques, qui a été formé lorsqu'un organisme industriel préexistant (le "Comité Montparnasse") a été absorbé par l'AEA.
Le changement majeur suivant a eu lieu en 1983, lorsque le comité (alors) commercial et aéropolitique a été divisé, en reconnaissance de l'implication croissante de l'UE dans les questions de transport aérien. Cette implication a été formalisée en 1986 lorsque le transport aérien a été confirmé comme étant soumis au processus du marché unique.
Au milieu des années 80, l'Association s'est dotée de groupes permanents dans les domaines de la fiscalité, de la sécurité et des services en vol. À ceux-ci s'est ajouté, en 1991, un groupe "Infrastructure". Un autre remaniement a eu lieu en 1994, avec la création de cinq comités permanents, dont Infrastructure & Environnement et Affaires sociales. La recherche et l'information ainsi que les questions juridiques ont acquis le statut de fonctions de soutien.
En 2002, les présidents de l'AEA ont décidé que l'AEA devait devenir une organisation offrant à ses membres une plate-forme industrielle dans l'environnement politique de l'UE. Pour atteindre cet objectif, les statuts ont été modifiés. L'un des principaux changements a été la fixation par les présidents d'objectifs annuels pour l'association. Le comité des présidents, élargi de deux membres supplémentaires pour passer à douze, s'est vu confier la tâche supplémentaire de surveiller les progrès de l'association dans la réalisation des objectifs fixés. En outre, les présidents ont modifié les critères d'entrée et de sortie de l'association afin de refléter l'évolution récente du marché. Ces modifications profondes des statuts ont été formellement approuvées en mai 2003.
Lors de sa fermeture en 2016, l'AEA comptait 22 membres, le comité des présidents était présidé par Temel Kotil, PDG de Turkish Airlines. Le PDG de l'Association of European Airlines était M. Athar Husain Khan.
Les compagnies du groupe International Airlines Group, British Airways et Iberia, ainsi qu'Air Berlin, ont annoncé leur départ du groupe en avril 2015. Alors qu'Air Berlin y était déjà membre, British Airways et Iberia ont peu après rejoint l'European Low Fares Airline Association (ELFAA), plus en phase avec sa vision de la libéralisation du transport aérien, notamment en direction des transporteurs du Golfe. Alitalia a également quitté l'AEA en mai 2015 pour la même raison. Toutes ces compagnies aériennes entretiennent déjà des partenariats notables avec des transporteurs du Golfe.

## Anciens membres
- Adria Airways
- Aegean Airlines
- airBaltic
- Air France
- Air Malta
- Alitalia
- Austrian Airlines
- Brussels Airlines
- Cargolux
- Croatia Airlines
- Cyprus Airways
- CSA Czech Airlines
- Lufthansa
- DHL
- Finnair
- Icelandair
- KLM
- LOT Polish Airlines
- Luxair

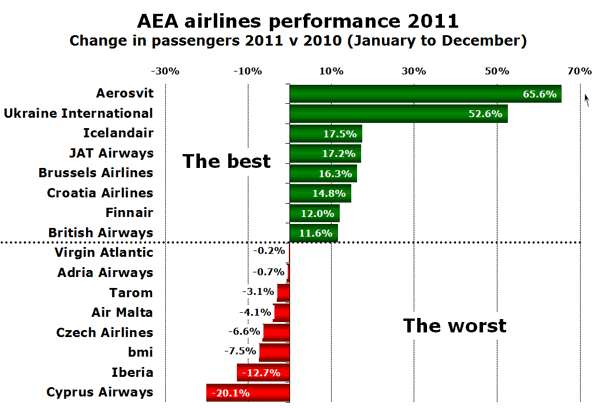
Évolution du nombre de passagers d'AEA entre 2010 et 2011.

- Scandinavian Airlines System
- Swiss
- TAP Portugal
- Tarom
- TNT Airways
- Turkish Airlines
- Ukraine International Airlines
- Virgin Atlantic Airways

En avril 2015, Air Berlin, British Airways et Ibéria décident de quitter l'association,.

## Opérations
AEA Member Airlines a transporté 400 millions de passagers et 6 millions de tonnes de fret en 2011 et a fourni un emploi direct à 390 000 personnes. Ils réalisent 11 000 vols par jour, distribuant 640 destinations dans 170 pays, avec un chiffre d'affaires mondial de 93 milliards d'euros.

### Site Web
- Site Internet de l'Association of European Airlines.